# Attentat von Anagni

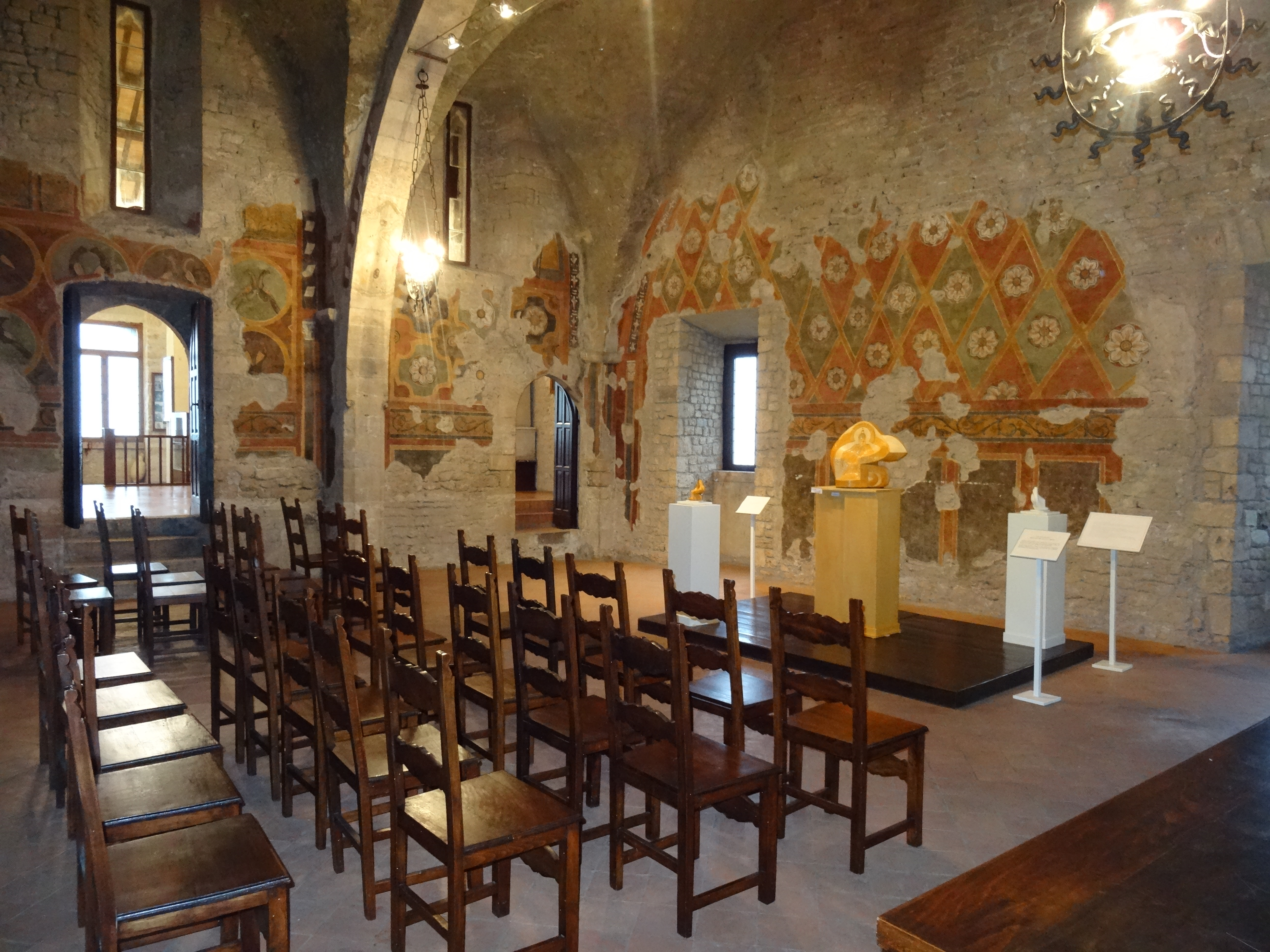
Sala dello schiaffo, der Raum, in dem Sciarra Colonna Papst Bonifatius geschlagen haben soll

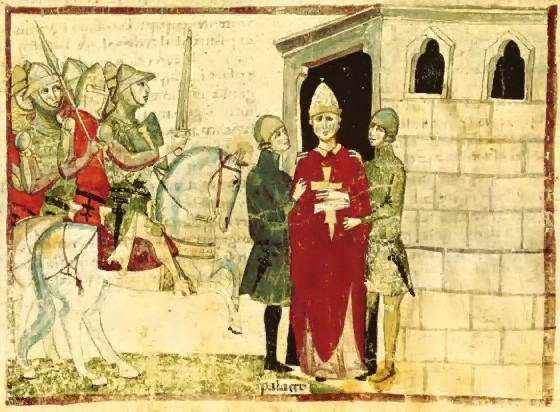
Papst Bonifatius VIII. wird gefangen genommen. (Darstellung aus der Nuova Cronica des Giovanni Villani, 14. Jahrhundert)

Das Attentat von Anagni am 7. September 1303 war der Endpunkt einer langen Auseinandersetzung zwischen Papst Bonifatius VIII. und dem französischen König Philipp IV.

## Hintergrund
Der Konflikt zwischen Papst und König hatte sich schon Jahre vorher abgezeichnet. Hintergrund war die Politik Philipps, der 1296 den Klerus besteuern wollte, um damit den Krieg gegen England zu finanzieren, was erheblichen Widerstand der Kurie zur Folge hatte. Als Reaktion darauf verbot Philipp 1296 die Ausfuhr von Wertsachen aus Frankreich, was den Papsthof von den Abgaben der französischen Pfründen abschnitt. 1301 unterstützte der Papst Bernard Saisset den Bischof von Pamiers, den Philipp wegen Kritik an seiner Herrschaft festgenommen hatte. Offenbar überschätzte der Papst allerdings auch seine Macht: In der Bulle Unam Sanctam formulierte er 1302 den päpstlichen Machtanspruch in bisher nie dagewesener Form, worauf man am Pariser Hof mit mehreren Gegenschriften antwortete (siehe etwa Johannes Quidort von Paris).

## Verlauf
Ende August hatte sich das Gerücht verbreitet, dass Bonifatius beabsichtige, am 8. September am Portal der Kathedrale von Anagni, wo sich die Päpste jener Zeit während der Sommermonate aufhielten, durch eine entsprechende Bulle Philipp wegen seines anmaßenden Verhaltens mit dem Bann zu belegen, seine Untertanen von ihrem Treueid zu entbinden und die von ihm geschlossenen Bündnisse für nichtig zu erklären.
Philipps Kanzler Guillaume de Nogaret gelang es, ein Bündnis mit dem einflussreichen Sciarra Colonna zu schließen, einem römischen Adligen, dessen Familie, die Colonna, mit den Caetani, der Familie des Papstes, wegen Streitigkeiten um Landbesitz in Latium verfeindet war.
In den Morgenstunden des 7. September 1303 drang eine Gruppe Bewaffneter unter Führung von Nogaret und Colonna in den Palast des Papstes in Anagni ein. Bonifatius soll den Quellen zufolge zu diesem Zeitpunkt fast allein gewesen sein und sich nur mit dem Stabkreuz in seiner Hand zur Wehr gesetzt haben. Sie bedrohten Bonifatius und forderten ihn auf, von seinem Amt zurückzutreten. Als er dies mit den Worten „Hier mein Hals, hier mein Haupt“ ablehnte, schlugen sie ihn, verhöhnten ihn, indem sie ihm ein Eselsfell als Mantel überwarfen, und hielten ihn in seinem eigenen Palast gefangen. Am 9. September befreiten die Bürger Anagnis den Papst und vertrieben die Angreifer. Gleichwohl wurde der bereits 68-jährige Papst durch die Ereignisse so mitgenommen, dass er vier Wochen später, inzwischen nach Rom zurückgekehrt, verstarb. 
Das Papsttum, das durch diesen Akt eine tiefe Demütigung erfuhr, geriet in der Folgezeit in eine immer stärker werdende Abhängigkeit zum französischen König, so dass 1309 sogar für mehrere Jahrzehnte der Papstsitz in die Stadt Avignon verlegt wurde, die damals zwar offiziell Teil des Heiligen Römischen Reiches war, aber im Einflussbereich des Königreichs Frankreich lag (siehe Avignonesisches Papsttum).
Aufgrund eines Übersetzungsfehlers ging das Ereignis auch als Ohrfeige von Anagni in die Geschichte ein. Manus inicere bedeutet lediglich „jemanden ergreifen“. Es gibt keinen Beleg dafür, dass Nogaret den Papst buchstäblich aus seinem Amt geohrfeigt hätte.